# Haplodontium tehamense
Haplodontium tehamense là một loài Rêu trong họ Bryaceae. Loài này được (Showers) J.R. Spence mô tả khoa học đầu tiên năm 2005.